# Booker Little
Booker Little, Jr. (ur. 2 kwietnia 1938 w Memphis, zm. 5 października 1961 w Nowym Jorku) – amerykański trębacz i kompozytor jazzowy.
W okresie krótkiej, około pięcioletniej kariery nagrywał albumy zarówno jako lider, jak i sideman. Współpracował przede wszystkim z perkusistą Maxem Roachem, ale też m.in. z Erikiem Dolphym i Johnem Coltrane’em.
Cierpiał na uremię, zmarł w wieku 23 lat.

## Wybrana dyskografia
Opracowano na podstawie materiału źródłowego.

### Jako lider
- Booker Little 4 and Max Roach (United Artists, 1958)
- Booker Little (Time, 1960)
- Out Front (Candid, 1961)
- Booker Little and Friend (Bethlehem, 1961)

### Jako sideman
John Coltrane:
- Africa/Brass (Impulse!, 1961)

Eric Dolphy:
- Far Cry (Prestige, 1960)
- At the Five Spot (New Jazz/Original Jazz Classics, 1961)

Slide Hampton:
- Slide Hampton and His Horn of Plenty (Strand, 1959)

Bill Henderson:
- Bill Henderson Sings (Vee Jay, 1959)

Abbey Lincoln:
- Straight Ahead (Candid, 1961)

Max Roach:
- Max Roach + 4 on the Chicago Scene (EmArcy, 1958)
- Max Roach + 4 at Newport (Emarcy, 1958)
- Deeds, Not Words (Riverside, 1958)
- Award-Winning Drummer (Time, 1958)
- The Many Sides of Max (Mercury, 1959)
- We Insist! (Candid, 1960)
- Percussion Bitter Sweet (Impulse!, 1961)

Frank Strozier:
- Fantastic Frank Strozier (Vee-Jay, 1959-1960)